# マルティ・ベルゲス
マルティ・ベルゲス・マサ（Martí Vergés Massa、1934年3月8日 - 2021年2月17日）は、スペイン・カタルーニャ州ビドレレス出身の元同国代表サッカー選手。現役時代のポジションはMF。

## 経歴
1954年のプロデビューから1966年の引退までをFCバルセロナ一筋でキャリアを送った（エスパーニャ・インドゥストリアルはBチーム扱い）。FCバルセロナの選手として、公式戦285試合に出場し、8つのタイトル獲得に貢献した。また、1962年にはスペイン代表として1962 FIFAワールドカップに出場したが、チームはグループステージで敗退した上に自身も2試合のみの出場に終わった。
1965-66シーズン終了後に現役を引退したが、選手の道を閉した後もFCバルセロナに留まり、1999年から4年間選手組合の会長を務めるなど、クラブに貢献し続けた。
2021年2月17日、死去。享年86歳だった。

## タイトル

### クラブ
FCバルセロナ
- プリメーラ・ディビシオン : 2回 (1958-59, 1959-60)
- コパ・デル・レイ : 3回 (1956-57, 1958-59, 1962-63)
- インターシティーズ・フェアーズカップ : 3回 (1957-58, 1959-60, 1965-66)